# Birgit Fechner
Birgit Carmen Fechner (* 20. Januar 1965 in Wolfen) ist eine deutsche Politikerin der rechtsextremen Die Heimat (ehemals NPD). Zuvor war sie Abgeordnete der DVU im brandenburgischen Landtag.

## Leben
Fechner absolvierte zwischen 1981 und 1983 eine Berufsausbildung zur Fotolaborantin. Danach studierte sie bis 1986 Technologie der anorganischen und organischen Chemie an der Fachhochschule „Justus von Liebig“ in Magdeburg-Westerhüsen, das sie als Diplomchemieingenieurin (FH) abschloss. Zwischen 1986 und 1993 ging sie verschiedenen Tätigkeiten in der Filmfabrik Wolfen nach. 1993 bis 1995 war sie Meisterin der Demontage und 1996 absolvierte sie eine Vollzeitqualifizierung zur Vertriebsingenieurin. Nachdem sie 1997 arbeitslos war, nahm sie 1998 bis 1999 an der Fortbildung „Intensivseminar für Fach- und Hochschulabsolventen“ teil.

## Politik
Fechner war seit 1998 Mitglied der DVU und von September 1999 bis September 2009 Abgeordnete im brandenburgischen Landtag.
Dort war sie ordentliches Mitglied im Petitionsausschuss, im Ausschuss Arbeit, Soziales, Gesundheit und Familie sowie im Ausschuss Jugend, Bildung und Sport.
Für mediale Aufmerksamkeit sorgte sie, als sie bei einer Debatte um das Rauchverbot (12. September 2007) sagte, auch die „Genossen der NSDAP [...] (hätten) ein hohes Maß an Gesundheitsbewusstsein“ gehabt. Nach ihrer Abgeordnetenzeit in Brandenburg kehrte sie nach Sachsen-Anhalt zurück und kandidierte erfolglos für die NPD. Im November 2011 wurde sie Beisitzerin im Bundesvorstand der NPD. In dieser Funktion wurde sie zur sozialpolitischen Sprecherin ernannt.
Bei vielen Aktivitäten wird sie von ihrer Zwillingsschwester Karin Fechner begleitet.